# Dacryodes edulis

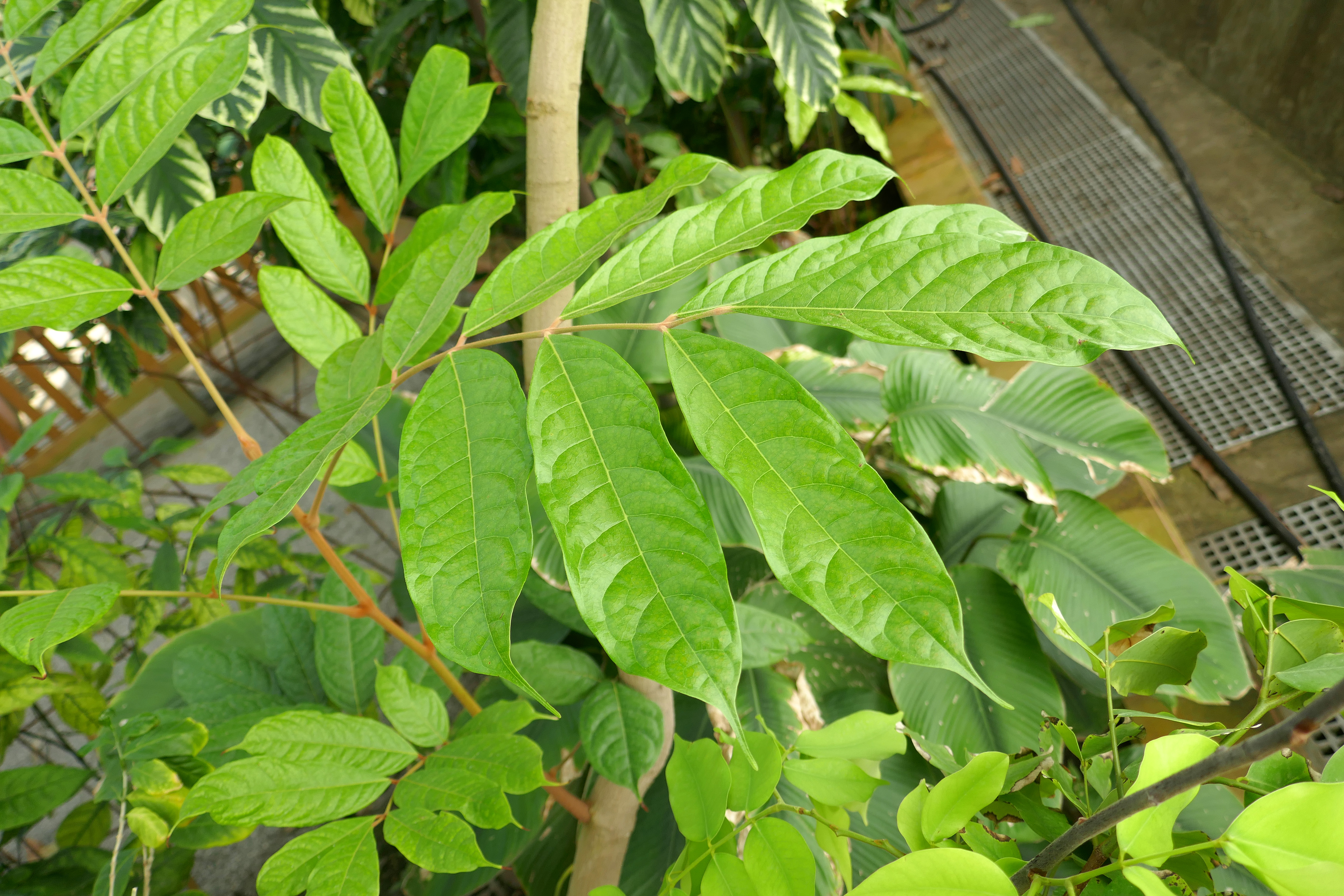
Laubblätter

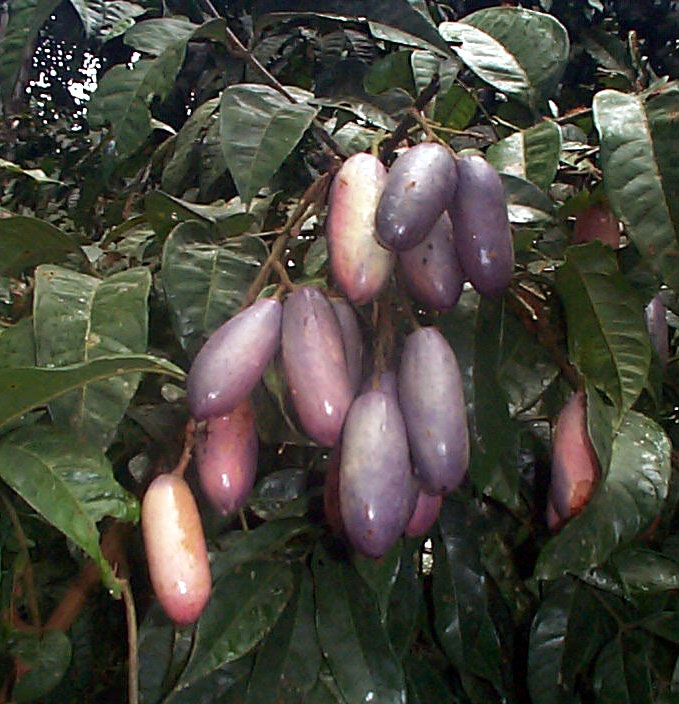
Früchte

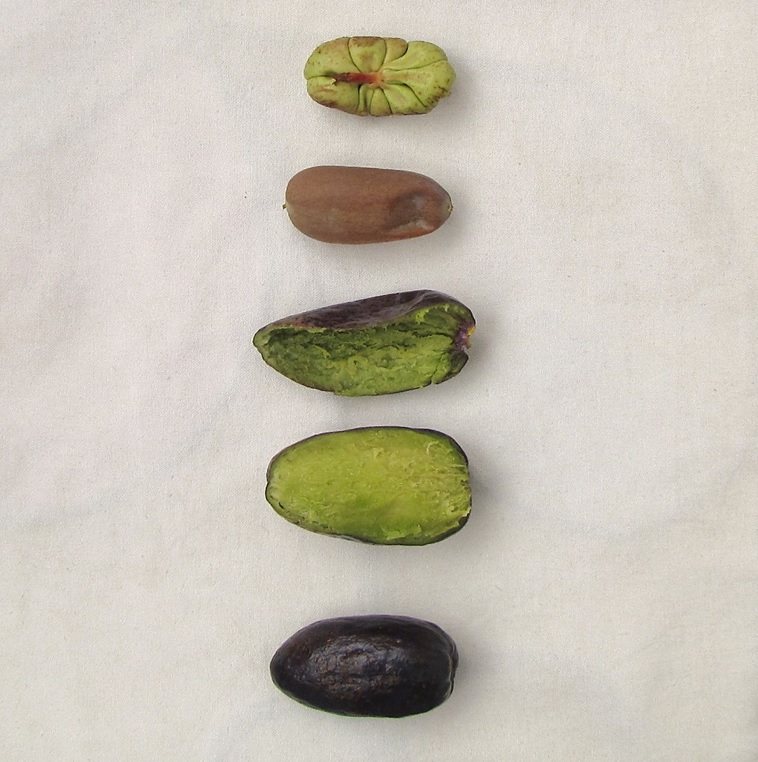
Frucht und Steinkern

Dacryodes edulis oder Afrikanische Pflaume und Busch-Butterbaum, oder Saphubaum, sowie Saf(o)u, Safoutier, ist eine Pflanzenart aus der Familie der Balsambaumgewächse aus West- und Zentralafrika. Sie wurde auch in Simbabwe, Indonesien, Malaysia und Mittelamerika eingeführt.

## Beschreibung

### Vegetative Merkmale
Dacryodes edulis wächst als immergrüner bis etwa 40 Meter großer Baum mit reich verzweigter und dichter Krone. In Kultur wird er aber meist nicht höher als 20 Meter. Der Stammdurchmesser kann bis über 90 Zentimeter betragen, der Stamm ist oft unten leicht geriffelt. Die relativ glatte Borke ist gräulich-braun mit horizontalen Falten und sie bricht in Platten ab. Der Stamm führt ein aromatisches Harz (Kongo-Elemi). Die jungen Zweige sind braun-filzig behaart.
Die meistens wechselständigen, gestielten Blätter sind meistens unpaarig gefiedert und bis zu 40 Zentimeter lang, mit mehr oder weniger behaarter Rhachis. Die gestielten, glänzenden und ganzrandigen Blättchen sind bis zu 20 Zentimeter lang und eiförmig bis lanzettlich oder länglich, seltener verkehrt-eiförmig, sowie spitz bis zugespitzt oder geschwänzt. Die hellere Blättchenunterseite ist mehr oder weniger behaart, besonders auf der hervorstehenden, dicken, bräunlichen Mittelader. Es sind abfallende Pseudonebenblätter vorhanden (kleine modifizierte Blättchen).

### Generative Merkmale
Dacryodes edulis ist zweihäusig getrenntgeschlechtlich diözisch (Gynodiözie, Andromonözie), mit weiblichen und männlich-zwittrigen Pflanzen. Es werden bis zu 40 Zentimeter lange achselständige, kurz bräunlich behaarte  Rispen gebildet, wobei die weiblichen Blütenstände deutlich kleiner sind. Die duftenden und meistens dreizähligen Blüten mit doppelter Blütenhülle sind kurz gestielt und mit Deckblättern unterlegt. Der dreiteilige Kelch ist bräunlich und filzig behaart. Die etwas größeren, gelblichen Petalen sind außen filzig behaart. Bei den weiblichen Blüten sind Staminodien und ein oberständiger, zweikammeriger Fruchtknoten mit sehr kurzem Griffel und einer zwei bis vierlappgen Narbe, sowie ein lappiger Diskus vorhanden. Bei den männlichen Blüten sind sechs Staubblätter und ein Pistillode sowie ein reduzierter Diskus vorhanden.
Es werden eiförmige bis ellipsoide, etwa 4,5 bis 12 Zentimeter lange und 2,5 bis 6 Zentimeter breite, violette, purpurfarbene oder rosa bis bläuliche, auch mit rötlich oder weiß gemischt, bis schwärzliche und einsamige Steinfrüchte gebildet. Das Exocarp ist dünn, fest, glatt und wachsig. Das rötlich-weiße bis gelb-grünliche, faserige und ölig-fettige Fruchtfleisch ist weichlich, der längliche und bräunliche, ledrige, glatte Steinkern, mit relativ dünner Samenschale, ist etwa 3,7 bis 10,7 Zentimeter lang, er enthält dicke und faltige, lappige Kotyledonen. Die jungen Früchte sind rötlich.
Die Chromosomenzahl beträgt 2n = 40 oder 42.

## Taxonomie
Die Erstbeschreibung erfolgt 1832 unter dem Basionym Pachylobus edulis durch George Don junior in A General History of the Dichlamydeous Plants 2: 89. Die Neukombination zu Dacryodes edulis erfolgt 1932 durch Herman Johannes Lam in Ann. Jard. Bot. Buitenzorg 42: 202.
Weitere Synonyme sind Canarium edule (G.Don) Hook.f., Canarium mansfeldianum Engl., Canarium mubafo Ficalho, Canarium saphu Engl., Dacryodes edulis  var. parvicarpa Okafor, Pachylobus edulis G.Don, Pachylobus saphu (Engl.) Engl., Pachylobus edulis var. mubafo (Ficalho) Engl., Pachylobus edulis var. preussii Engl., Pachylobus edulis var. sylvestris A.Chev., Pachylobus albiflorus Guillaumin  und Soreindeia deliciosa A.Chev. ex Hutch.& Dalz.

## Verwendung
Die Früchte werden roh oder gekocht gegessen.
Die Rinde, die Blätter und das Harz werden medizinisch verwendet.
Das mäßig schwere und elastische Holz wird meist als Brennholz verwendet, es kann aber auch für die Zimmerei und für Werkzeugstiele verwendet werden.